# Красинский, Владимир
Владимир Сергеевич Красинский («Вова») (c 1921 года — после усыновления — Владимир Андреевич Красинский, с 1935 года звался — светлейший князь Владимир Андреевич Романовский-Красинский, с начала Второй мировой войны — Владимир Романов; фр. Wladimir Romanoff, prince Romanovsky-Krasinsky; 18 июня 1902, Стрельна, Санкт-Петербургская губерния — 23 апреля 1974, Париж) — внебрачный сын балерины Матильды Кшесинской от одного из русских великих князей.

## Имя
Мальчик был назван Владимиром, причём имя это было выбрано не сразу:

«Трудный вопрос стал передо мною, какое имя дать моему сыну. Сперва я хотела назвать его Николаем, но этого я и не могла, да и не имела права сделать по многим причинам. Тогда я решила назвать его Владимиром, в честь отца Андрея, который всегда ко мне так сердечно относился. Я была уверена, что он ничего против этого иметь не будет. Он дал своё согласие», пишет Кшесинская в мемуарах.

Именины его празднуются примерно месяц спустя после рождения, 15 июля, в день святого Владимира. В семье его звали Вова.
Как мальчик полностью звался в первые 10 лет своей жизни — не указывается. Вероятно, как внебрачный, он носил фамилию своей матери «Кшесинский», отчество же не указывается.
Отцом Владимира до революции официально считался великий князь Сергей Михайлович, чьей многолетней любовницей была Кшесинская. Поэтому по Высочайшему указу от 15 октября 1911 года, незадолго до достижения ребёнком 10-летнего возраста, он получил отчество «Сергеевич» и потомственное дворянство.
Фамилия ему была пожалована «Красинский» (по семейному преданию в семье Матильды, Кшесиньские происходили от графов Красинских). По некоторым указаниям, она решилась просить императора, своего прежнего возлюбленного, о присвоении сыну дворянской фамилии «Красинский», для чего она специально ездила в Варшаву и искала документы в польских архивах, где нашла мимолетное упоминание в знаменитом «Польском гербовнике».
В 1921 году, после свадьбы с его матерью, Владимира усыновил великий князь Андрей Владимирович, многолетний любовник Кшесинской и, по её утверждениям после революции — родной отец мальчика. Тогда же юноше было переменено отчество. По версии, озвученной в семье, до революции мать Андрея великая княгиня Мария Павловна (скончавшаяся только в 1920 году), резко возражала против этих отношений, поэтому связь скрывалась.
30 ноября 1926 года глава Императорского дома в изгнании Кирилл Владимирович присвоил Кшесинской (перешедшей в православие) и её потомству титул и фамилию князей Красинских, а 28 июля 1935 года — светлейших князей Романовских-Красинских.

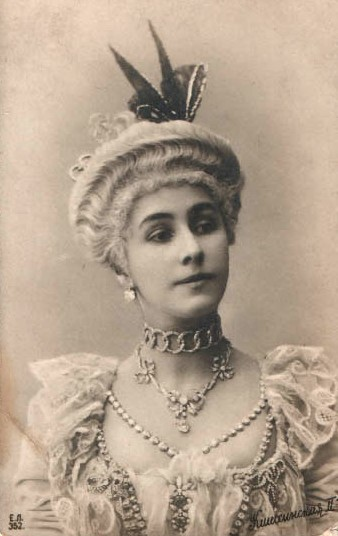
Кшесинская

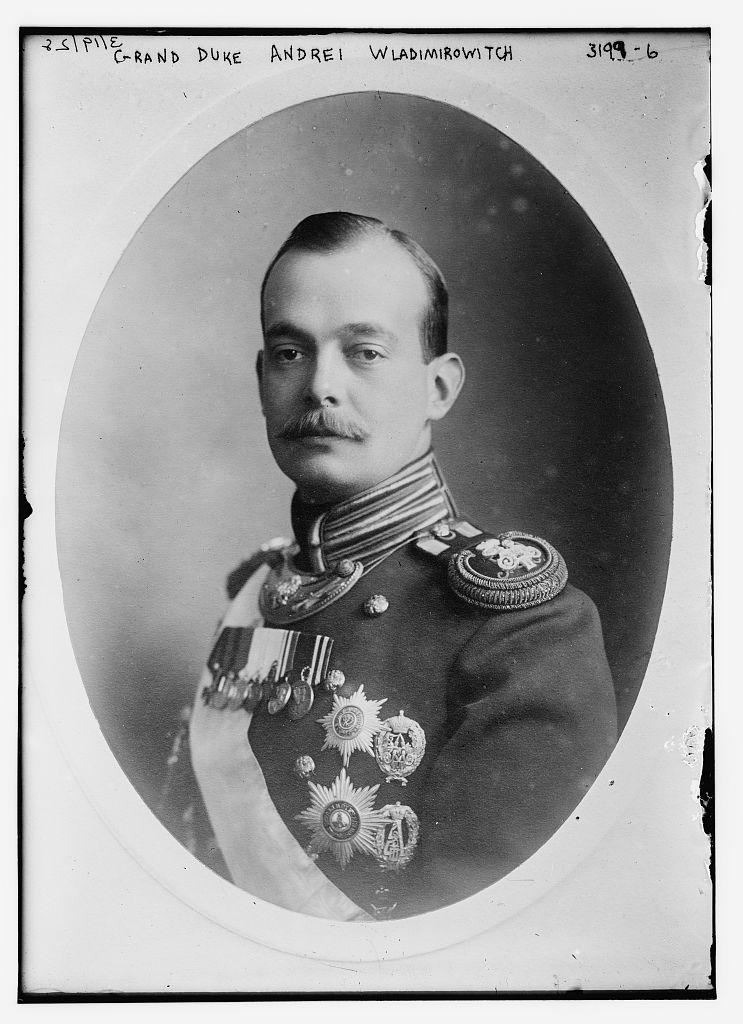
Андрей Владимирович

Когда в 1935 году Кирилл Владимирович, с целью упорядочения именования членов всех морганатических браков, ввёл фамилию Романовские для всех, по словам Кшесинской, «большинство не пожелало подчиниться этому указу, предпочитая продолжать именовать себя Романовыми. Андрей не хотел, чтобы Вова, единственный из семьи, не носил бы фамилии рода, к которому он принадлежит по крови. С войны Вова носит фамилию Романов».

## Биография

### Рождение
В своих мемуарах, написанных в эмиграции (1960) после долгого супружества с великим князем Андреем Владимировичем, балерина пишет про события 1901 года:

«Осенью мы решили с Андреем прокатиться по Италии, которую он ещё совсем не знал, а меня туда тянуло, как всегда. Мы решили встретиться в Венеции. Я выехала за границу с женой моего брата, Симою, рожденной Астафьевой, нашей балетной артисткой, она была очаровательным и веселым существом, незаменимым в путешествии. Все ей нравилось, всем она увлекалась, всем была довольна. Сперва мы остановились с ней в Париже, где в том году была Всемирная выставка. Кроме того, мне надо было заказать себе несколько платьев (…) Здесь [в Венеции] мы встретились с Андреем, как было условлено. Он приехал со своим адъютантом А. А. Беляевым, очень милым и симпатичным человеком, и мы очень дружно все зажили (…) По приезде в Париж я почувствовала себя нехорошо, пригласила врача, который, осмотрев меня, заявил, что я в самом первом периоде беременности, около месяца всего, по его определению. С одной стороны, это известие было для меня большой радостью, а с другой стороны, я была в недоумении, как мне следует поступить при моем возвращении в Петербург. Тут я вспомнила про укус обезьянки в Генуе, не отразится ли этот укус на наружности моего ребёнка, так как говорили, что сильное впечатление отражается на ребёнке. Пробыв несколько дней в Париже, я вернулась домой, предстояло пережить много радостного, но и много тяжёлого…».

3 января 1902 года в дневнике директора Императорского театра Теляковского было записано: «Лаппа сообщил мне, что Кшесинская сама рассказывает, что она беременна; желая продолжать всё же танцевать, она некоторые части балета переделала, чтобы избежать рискованных движений. Кому будет приписан ребёнок, ещё неизвестно. Кто говорит — Великому Князю Сергею Михайловичу, а кто Великому Князю Андрею Владимировичу, другие говорят о балетном Козлове». Великий князь Владимир Александрович (отец Андрея) также был в числе кандидатов. Встречается и малодостоверная версия об отцовстве её прежнего любовника Николая II.
Кшесинская пишет в мемуарах: «Я продолжала танцевать в этом сезоне, как и предполагала, до февраля месяца, будучи на пятом месяце беременности. По моим танцам и даже фигуре это совершенно не было заметно».
Мальчик родился 18 июня 1902 года в Стрельне, где Кшесинская жила на даче, купленной ей Сергеем Михайловичем.
Кшесинская описывает роды: «Приближался день, когда я должна была родить. Все было приготовлено к этому у меня на даче в Стрельне. Мой личный доктор, который должен был принимать, был в отсутствии, пришлось вызвать из Петергофа ассистента профессора Отта, доктора Драницына, который вместе с личным доктором Великого Князя Михаила Николаевича, Зандером, принимал ребёнка. Меня едва спасли, роды были очень трудные, и врачи волновались, кто из нас выживет: я или ребёнок. Но спасли обоих: ребёнка и меня. У меня родился сын, это было рано утром 18 июня, во втором часу. Я ещё долго проболела с высокой температурой, но так как я была сильная и здоровая по натуре, то сравнительно скоро стала поправляться».

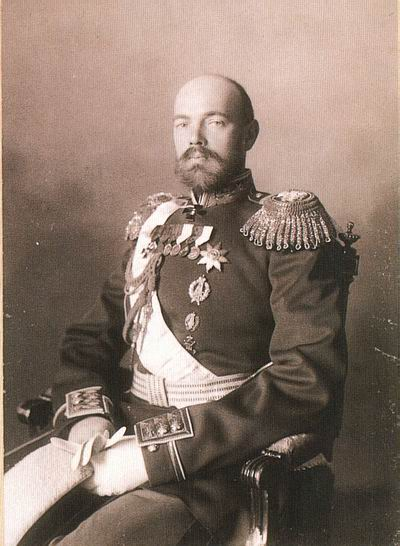
Сергей Михайлович

По утверждению Кшесинской из тех же поздних мемуаров, Сергей Михайлович, являвшийся де факто её гражданским мужем, знал, что ребёнок не от него: «Когда я несколько окрепла после родов и силы мои немного восстановились, у меня был тяжёлый разговор с Великим Князем Сергеем Михайловичем. Он отлично знал, что не он отец моего ребёнка, но он настолько меня любил и так был привязан ко мне, что простил меня и решился, несмотря на все, остаться при мне и ограждать меня как добрый друг. Он боялся за мое будущее, за то, что может меня ожидать. Я чувствовала себя виноватой перед ним, так как предыдущей зимой, когда он ухаживал за одной молоденькой и красивой Великой Княжной и пошли слухи о возможной свадьбе, я, узнав об этом, просила его прекратить ухаживание и тем положить конец неприятным для меня разговорам. Я так обожала Андрея, что не отдавала себе отчета, как я виновата была перед Великим Князем Сергеем Михайловичем».
Крестины по православному обычаю (хоть мать была католичкой) состоялись в Стрельне, в тесном семейном кругу, 23 июля того же года. Крестными были сестра матери и друг семьи, полковник Сергей Андреевич Марков, служивший в Лейб-Гвардии Уланском Её Величества полку. Великий князь Владимир Александрович (отец Андрея) подарил новорождённому крест из уральского тёмно-зелёного камня с платиновой цепочкой, пишет Кшесинская.

### До революции

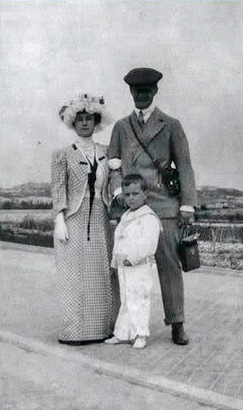
Матильда, Андрей и ребенок

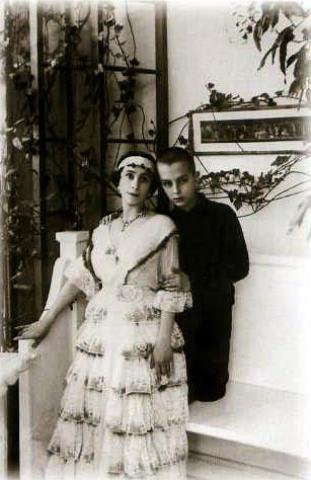
С матерью (1916)

Уже через два месяца Кшесинская снова могла танцевать. Свою дальнейшую жизнь она описывает так:

«В моей домашней жизни я была очень счастлива: у меня был сын, которого я обожала, я любила Андрея, и он меня любил, в них двух была вся моя жизнь. Сергей вел себя бесконечно трогательно, к ребёнку относился как к своему и продолжал меня очень баловать. Он всегда был готов меня защитить, так как у него было больше возможностей, нежели у кого бы то ни было, и через него я всегда могла обратиться к Ники».

Воспитанием мальчика занимался «приёмный» отец, о чём свидетельствует сама Кшесинская, продолжавшая с ним совместное проживание: «Он прямо обожал его, хотя и знал, что он не его сын. Со дня его рождения он все своё свободное время отдавал ему, занимаясь его воспитанием. Я была слишком занята во время сезона постоянными репетициями и спектаклями и совершенно не имела времени заниматься сыном, как я того хотела. Мало кто отдает себе отчет, какой огромный труд представляет собою жизнь первой артистки, какого напряжения она требует. Вова часто упрекал меня, что мало меня видит зимою».
В Стрельне, по её словам: «… я построила ещё один домик в 1911 году… детский домик с двумя комнатами, салоном и столовой, с посудой, серебром и бельем. Вова был в диком восторге, когда осматривал домик, окруженный деревянным забором с калиткой…». У мальчика был свой небольшой автомобиль, подарок Сергея Михайловича. День рождения Вовы обычно всегда праздновался в Стрельне: …"кофе полагалось пить в его маленьком домике, и хотя домик был рядом с дачей, но по традиции он должен был ехать туда на своем автомобиле, которым он сам правил". Обязанностью Вовы было ухаживание за любимцами — йоркширской свиньей Машкой и её потомством.

### После революции
Вскоре после переворота, когда Сергей Михайлович вернулся из Ставки и был освобождён от занимаемой им должности, он предложил Кшесинской брак. Но, как пишет она в мемуарах, она ответила отказом из-за Андрея.
В 1917 году Кшесинская, лишившись дачи и знаменитого особняка, скиталась по чужим квартирам. Она решила отправиться к Андрею Владимировичу, который находился в Кисловодске. «Я, конечно, рассчитывала осенью вернуться из Кисловодска в Петербург, когда, как я надеялась, освободят мой дом», — наивно считала она.
«В моей душе боролись чувство радости снова увидеть Андрея и чувство угрызения совести, что оставляю Сергея одного в столице, где он был в постоянной опасности. Кроме того, мне было тяжело увозить от него Вову, в котором он души не чаял». И действительно, в 1918 году великий князь Сергей Михайлович был расстрелян в Алапаевске.
13 июля 1917 года Матильда с сыном покинула Петербург, прибыв в Кисловодск на поезде 16 июля. Андрей с матерью великой княгиней Марией Павловной и братом Борисом занимал отдельный дом. В Кисловодске Владимир поступил в местную гимназию и с успехом закончил её.
В начале 1918 года до Кисловодска докатилась волна большевизма — «до этого времени мы все жили сравнительно мирно и тихо, хотя и раньше бывали обыски и грабежи под всякими предлогами», пишет она. 7 августа 1918 года братья были арестованы и перевезены в Пятигорск, но через день отпущены под домашний арест. 13 числа Борис, Андрей и его адъютант полковник Кубе бежали в горы, в Кабарду, где и скрывались до 23 сентября. Кшесинская в итоге оказалась с сыном, семьёй сестры и Зинаидой Рашевской (будущей женой Бориса Владимировича) и другими беженцами, которых было около сотни, в Баталпашинской (со 2 до 19 октября), откуда караван под охраной двинулся в Анапу, где решила обосноваться ехавшая под конвоем великая княгиня Мария Павловна. В Туапсе все сели на пароход «Тайфун», который доставил всех в Анапу. Там Вова заболел испанкой, но его выходили. В мае 1919 года все вернулись в Кисловодск, который посчитали освобождённым, где оставались до конца 1919 года, отбыв оттуда после тревожных новостей в Новороссийск. Беженцы ехали на поезде из двух вагонов, причём великая княгиня Мария Павловна ехала в вагоне 1-го класса со своими знакомыми и окружением, а Кшесинская с сыном — в вагоне 3-го класса.
В Новороссийске прожили шесть недель прямо в вагонах, причём кругом свирепствовал сыпной тиф. 19 февраля (3 марта) 1920 года отплыли на пароходе «Семирамида» итальянского «Триестино-Лойд». В Константинополе они получили французские визы.

### В эмиграции
12 (25) марта 1920 года семья прибыла в Кап-д’Ай, где 48-летней к тому моменту Кшесинской принадлежала вилла.
Великий князь Дмитрий Павлович, увидевший Вову впервые после 6-летнего перерыва, записал в своем дневнике, что тот стал «развратный, испорченный и наглый».

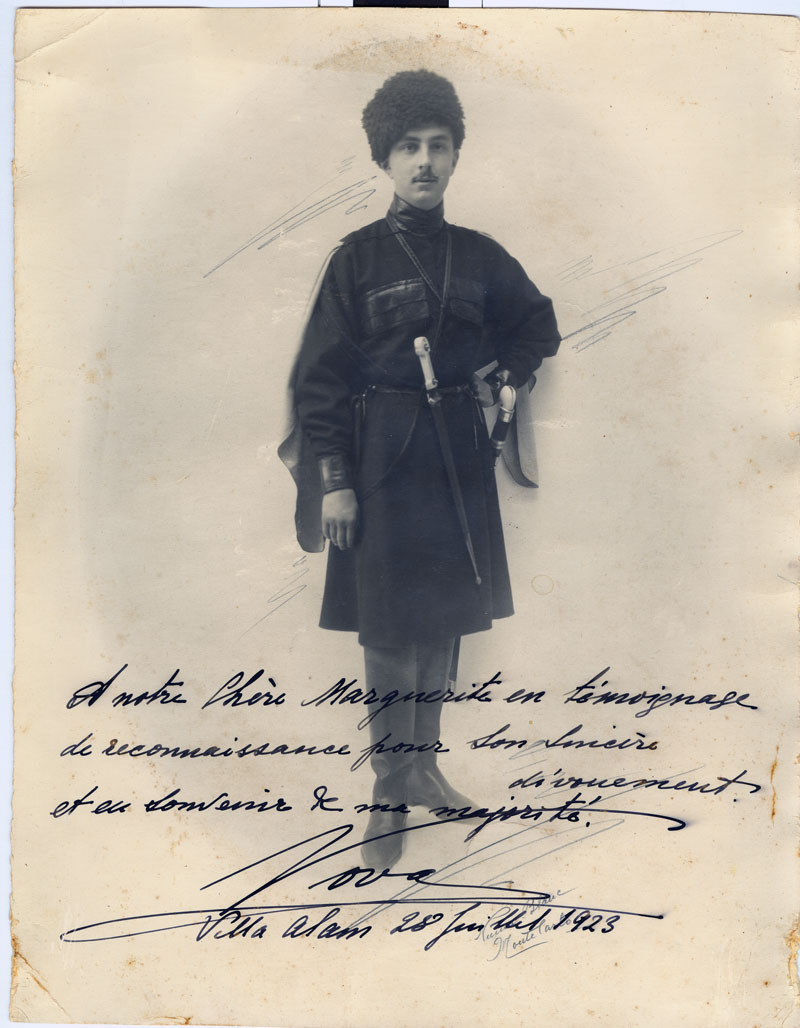
В 1923 году

В 1920 году Мария Павловна умерла, а 17 (30) января 1921 года состоялась свадьба Кшесинской и Андрея Владимировича, после чего Владимир был им официально усыновлен с переменой отчества.
В 1935 году семья окончательно разорилась и продала виллу. Матильда ради поправки финансового состояния уехала в Париж и открыла школу.
Владимир стал членом монархистского союза младороссов и даже состоял номинальным главой отделения «Молодой России» в Париже. По некоторым указаниям, намекал на возможность своего происхождения от Николая II, говоря, что «ещё остались люди, в жилах которых течет его кровь». «Вероятно, лозунг Казем-Бекa „Царь и Советы“ его вполне устраивал, и он надеялся, что Советы не помешают ему царствовать. По воспоминаниям, он был человек общительный, симпатичный, и за глаза все называли его Вова или даже вполне шутливо — „Вово де Рюсси“ (Всея Руси Вова)». Протоиерей Борис Старк пишет: «князь Владимир Андреевич Красинский, получивший этот „титул“ от своего дяди Вел. Кн. Кирилла Владимировича. Его немного иронически называли „Вово де Рюси“. Он был очень простой и общительный парень, совершенно не дававший оснований вспоминать о его особом положении». Член правления Союза офицеров Экспедиционного корпуса во Франции, Объединения лейб-гвардии Конной артиллерии и др.
Певица Людмила Лопато свидетельствует: «У них был небогатый, но зато очаровательный дом с террасой в саду возле улицы Пасси (Вилла Молитор, дом 10) в 16-м аррондисмане Парижа. Несмотря на свой возраст, прима-балерина ассолюта продолжала учить искусству танца в своей студии, основанной ещё в 1929 году. (…) Её сын Вова жил вместе с родителями, в том же доме. Он был красивый, милый молодой человек и нашёл себя в эмиграции следующим образом: сделался коммивояжёром, ездил на велосипеде, продавал вина своим приятелям и знакомым». По её словам, Вовой увлеклась графиня Лилиан д’Алефельд (Lillian Ahlefeldt-Laurvig также известна как Inga-Lisa «Lillian» Nymberg), и даже сняла комнату в этом доме, чтобы быть с ним рядом. Однако со временем она «как-то разочаровалась в Вовиной элегантности и заскучала». Её следующим объектом страсти станет Серж Лифарь, причём взаимной и намного лет — чему все обрадовались, «…и только Кшесинская была очень расстроена этим романом — потому что знала, как сильно её сын любил Лилиан… Так расстроена, что однажды плеснула в Лилиан кипятком», пишет Лопато.

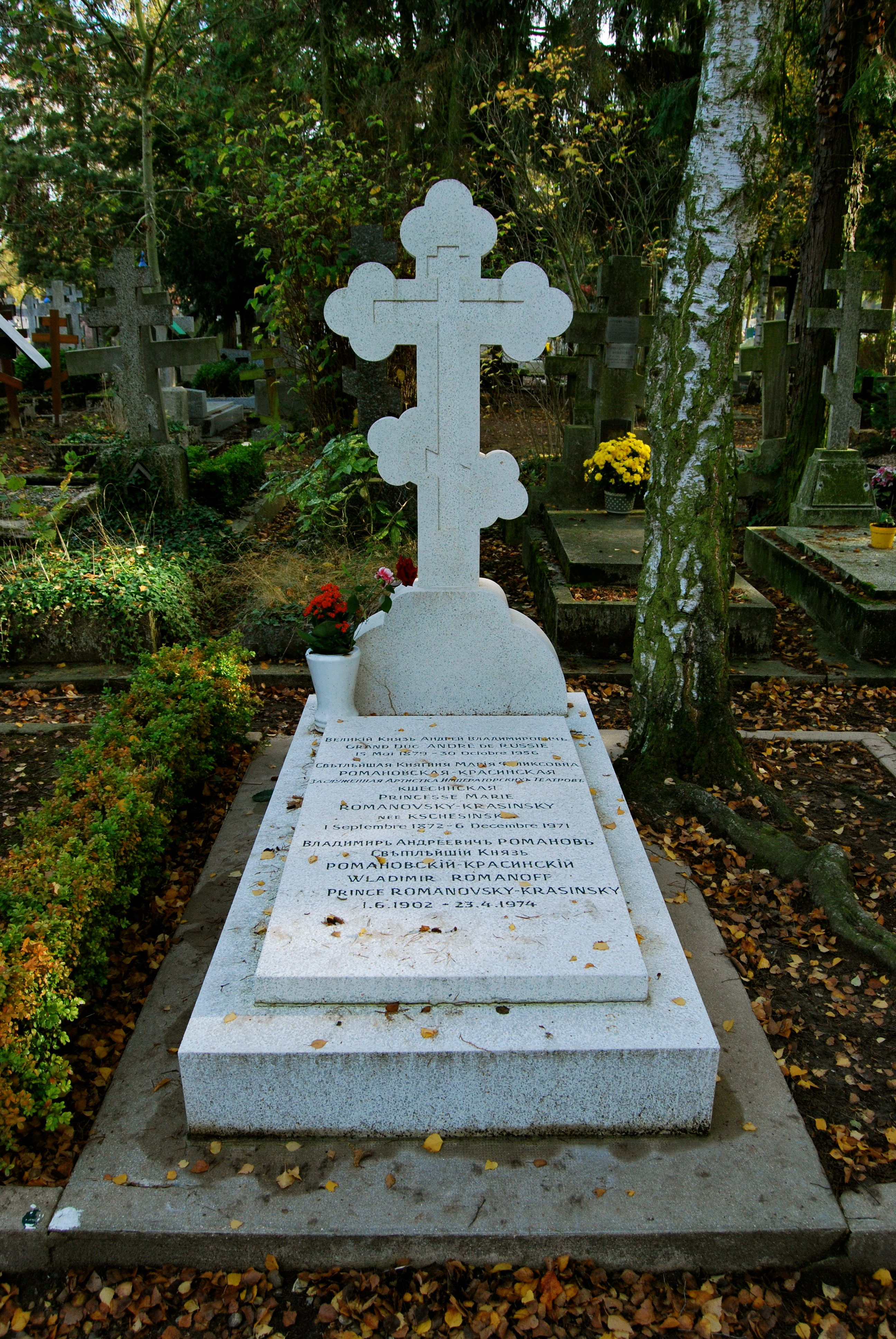
Могила Андрея Владимировича, Матильды Кшесинской и Владимира Красинского на кладбище Сент-Женевьев-де-Буа.

В 1939 году, с началом войны, семья бежала из Парижа на юг Франции, и вернулась в столицу только 6 лет спустя.
23 июня 1941 года, на следующий день после вторжения Германии в СССР, был арестован на оккупированном юге Франции гестапо в числе 300 русских эмигрантов и оказался в лагере Руалье в Компьене. Матильда пишет: «Много позже мы узнали, что арест многих русских был вызван опасением, чтобы они и руководимые ими круги и организации не присоединились с первого же дня вторжения немцев в Россию к Французскому Сопротивлению». Родители всеми силами пытались освободить Владимира. По некоторым указаниям, Кшесинская добилась встречи с главой гестапо Мюллером, сама же она в воспоминаниях пишет: «По чьему приказу и почему его освободили, для нас так и осталось навсегда загадкой». В концлагере Владимир отказался поддержать немцев в войне с СССР; спустя 144 дня после ареста был освобождён в Париже.
Вскоре, как пишет бульварная пресса XXI века (найти подтверждения в других источниках не удалось), он покинул Францию и оказался в Англии, вернулся в Париж в августе 1944 года в качестве офицера связи между британской армией и де Голлем, состоя в свите Черчилля (о чём в мемуарах его матери нет упоминания). Вскоре, по тем же публикациям, он выехал в Рим для переговоров с принцем Умберто II и маршалом Бадольо, затем прибыл в Москву в качестве переводчика. По мнению ряда исследователей в это время Владимир работал в британской разведке. Кшесинская же только пишет, что в 1944 году Вове была сделана в Париже серьёзная операция.
В послевоенные годы активный член прихода Александро-Невского собора в Париже. В 1959 году, в Париже, в День кадетской скорби, участвовал в церемонии освящения Памятника-креста великому князю Константину Романовичу и всем Российским кадетам на кадетском участке Русского кладбища.
Умер холостым и бездетным несколько лет спустя после матери, скончавшейся в 1971 году. Похоронен рядом с родителями на кладбище Сент-Женевьев-де-Буа.